# Marin Nicoară
Marin Nicoară (n. 19 octombrie 1983) este chitaristul formației rock Alternosfera. Studiile și le-a făcut la școala nr. 36 din Chișinău, clasa muzicală, acordeon. În școală este membru al unei formații rock. Cântă și la fanfară (tubă). Timp de doi ani a frecventat Colegiul de muzică "Ștefan Neaga", la aerofone. Este cel mai "vechi" membru al formației, după Marcel, fiind adus la repetiții la Alternosfera de către un prieten, în ianuarie 1999.